# Current Opinion in Investigational Drugs
Current Opinion in Investigational Drugs, abgekürzt Curr. Opin. Investig. Drugs, war eine wissenschaftliche Fachzeitschrift, die vom Thomson Reuters-Verlag veröffentlicht wurde. Die Zeitschrift erschien erstmals 2000 und wurde 2010 eingestellt (Laut Abfrage mit der ISSN bei der Zeitschriftendatenbank vom 29. Dezember 2013).
Der Impact Factor wurde letztmals für das Jahr 2012 ermittelt, damals lag er bei 3,553. Nach der Statistik des ISI Web of Knowledge wurde das Journal mit diesem Impact Factor in der Kategorie Pharmakologie und Pharmazie an 44. Stelle von 261 Zeitschriften geführt.